# The 300 Spartans
 The 300 Spartans és una pel·lícula èpica de Cinemascope estatunidenca de Rudolph Maté, que fou estrenada el 1962. Produïda amb la col·laboració del govern grec, va ser filmada al poble de Perachora al Peloponès.

## Argument
The 300 Spartans  relata la Batalla de les Termòpiles (480 aC) que viuen 300 soldats espartans, dirigits pel rei grec Leònides I, per defensar el territori grec contra les hordes perses de 1.000.000 de combatents. La defensa heroica dels espartans va permetre als grecs reconstruir un exèrcit per rebutjar els perses.
La valentia, la lleialtat i determinació dels espartans són les qualitats subratllades pel relat.

## Repartiment
- Richard Egan: El rei Leònides I
- Ralph Richardson: Temístocles d'Atenes
- Diane Baker: Ellas
- Barry Coe: Phylon, fill de Grellas
- David Farrar: Xerxes I de Pèrsia, el rei persa
- Donald Houston: Hydarnes
- Anna Synodinou: Gorgo, l'esposa de Leonides